# Eeriksaare
Eeriksaare is een spookdorp in de Estlandse gemeente Saaremaa, provincie Saaremaa. De plaats heeft de status van dorp (Estisch: küla), maar had al in 2000 geen inwoners meer. Bij de volkstelling van 2021 was het aantal inwoners nog steeds 0.
Tot in december 2014 behoorde Eeriksaare tot de gemeente Lümanda, tot in oktober 2017 tot de gemeente Lääne-Saare en sindsdien tot de fusiegemeente Saaremaa.

## Ligging
De plaats ligt op het schiereiland Eeriksaare aan de westkust van het eiland Saaremaa, met de Baai van Atla (Estisch: Atla laht) in het zuidwesten en de Baai van Kuusnõmme (Estisch: Kuusnõmme laht) in het noordoosten. Eeriksaare maakt deel uit van het Nationale park Vilsandi. Het schiereiland is voor een deel bos en voor een ander deel begroeid met jeneverbesstruiken.

## Geschiedenis
Eeriksaare werd voor het eerst genoemd in 1701 als boerderij op het landgoed van Loona. In 1922 was het een dorp. In 1977 werd Eeriksaare bij het buurdorp Atla gevoegd; in 1997 werd het weer een zelfstandig dorp.

## Foto's

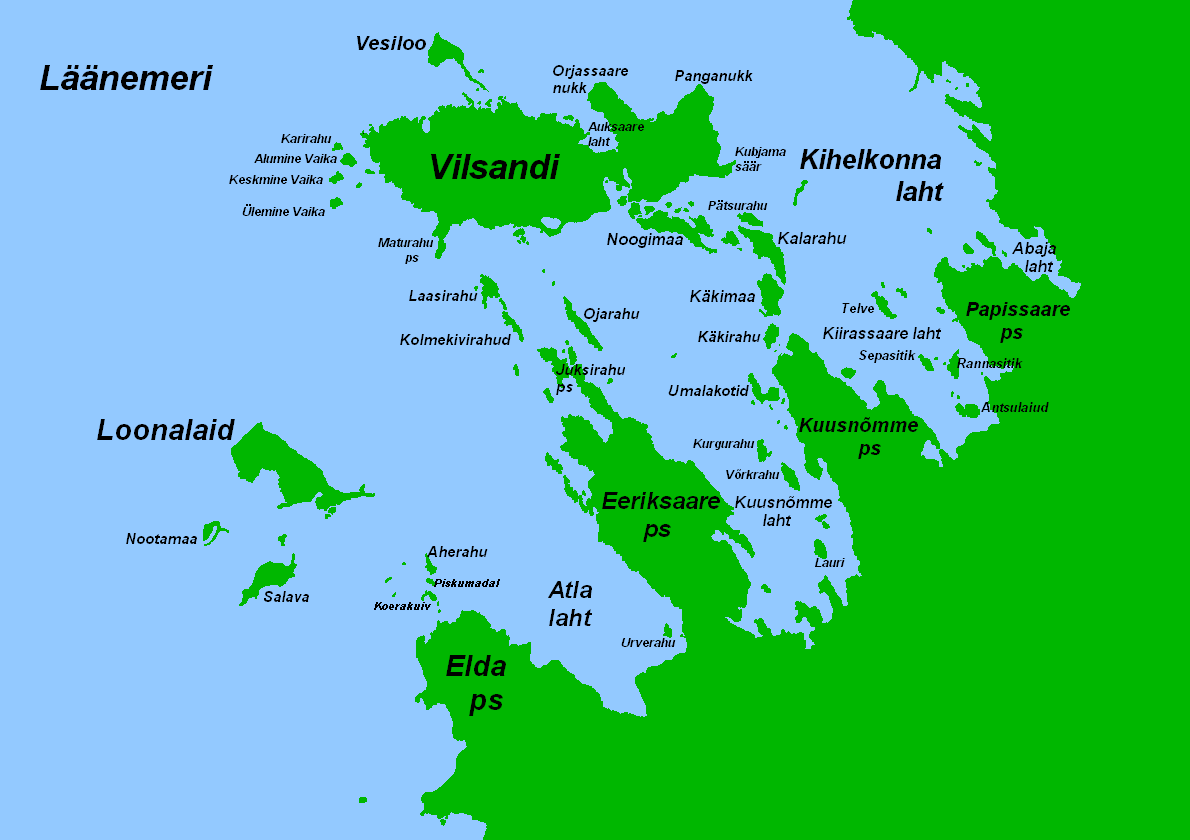
Ligging van Eeriksaare
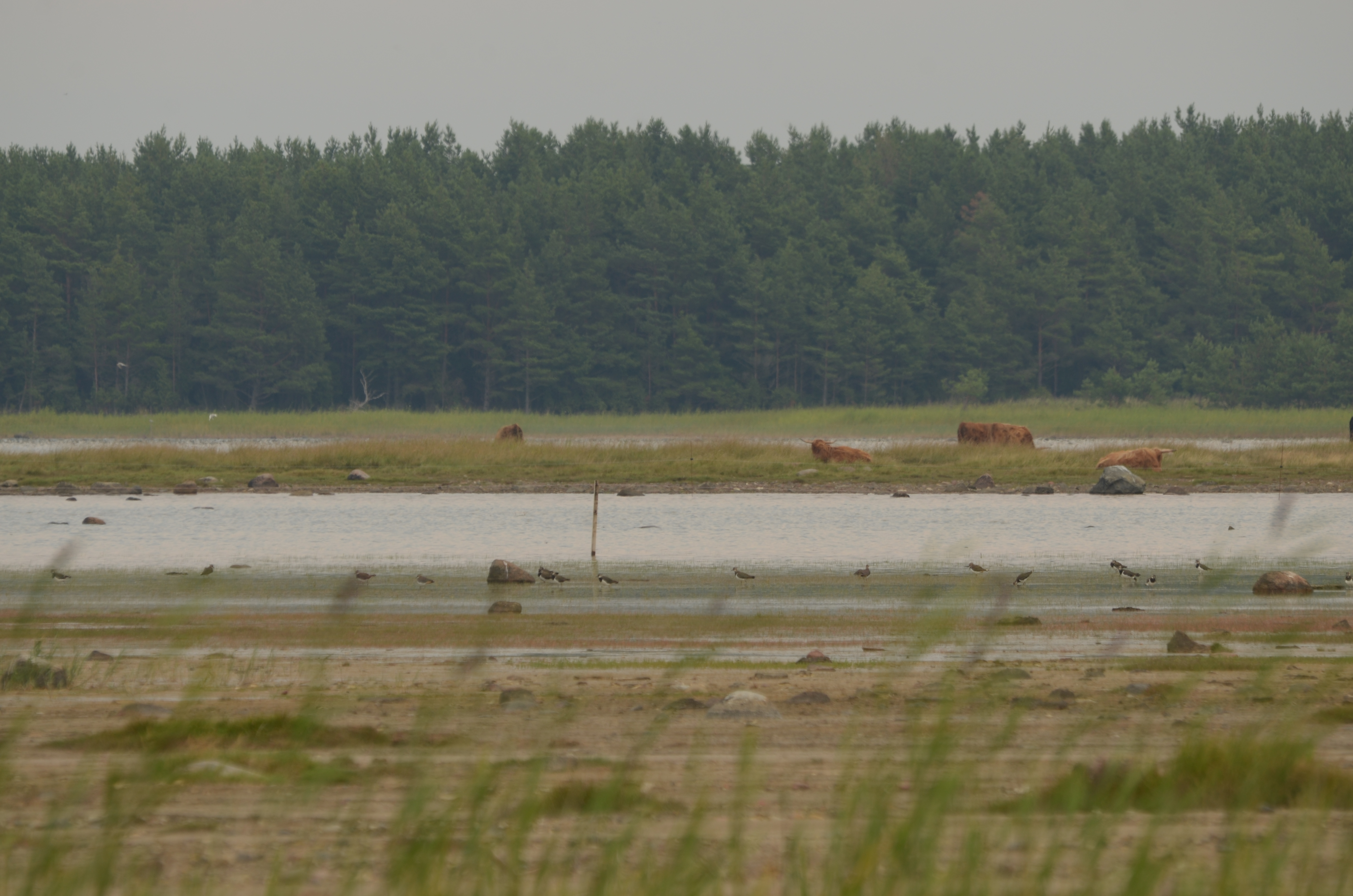
Het schiereiland
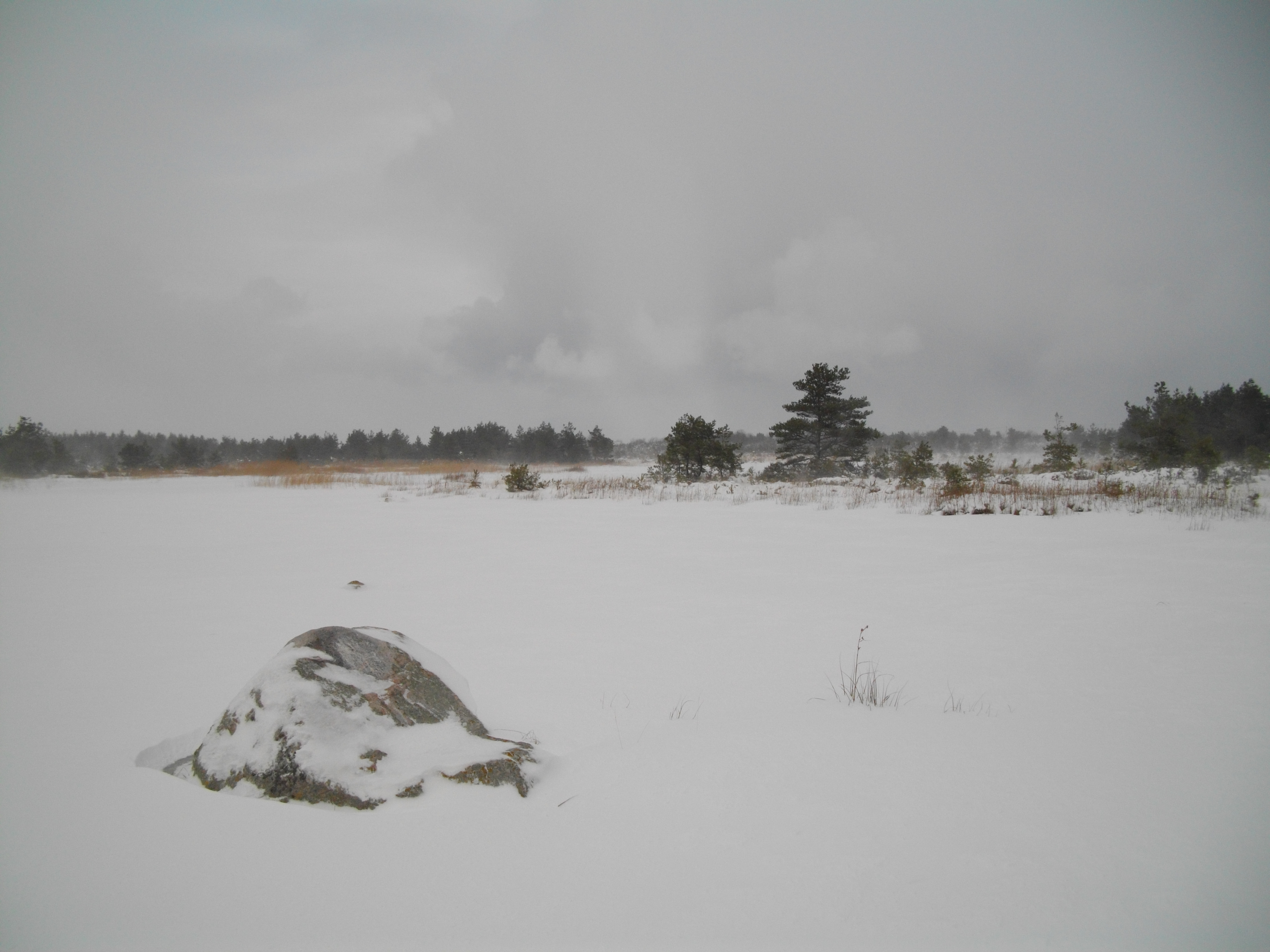
Eeriksaare in de winter